# Adam Green
Adam Harris Green (Holliston, 31 de março de 1975) é um diretor de cinema, roteirista, produtor cinematográfico, produtor de televisão e ator norte-americano, conhecido por suas produções originais de terror e comédia. Trabalhando constantemente com um pequeno grupo de atores amigos, produziu por conta própria a maioria de seus primeiros projetos. É o criador de Hatchet, uma franquia de filmes slasher que se tornou um dos maiores destaques de sua carreira.
Além disso, roteirizou e dirigiu o filme Frozen (2010) e a telessérie Holliston, em que também atuou como um dos protagonistas. Paralelamente, foi vocalista da banda de hard rock e metal Haddonfield e apresenta The Movie Crypt, um podcast sobre cinema, desde 2013. Green é considerado um membro do Splat Pack, grupo de cineastas independentes que revitalizaram o subgênero splatter e o mantêm em evidência desde o início da década de 2000, e que também é composto por diretores como Eli Roth, Alexandre Aja, Neil Marshall, Rob Zombie, Greg McLean, Darren Lynn Bousman e James Wan.

## Primeiros anos
Adam Green nasceu e cresceu em Holliston, Massachusetts. Ele relata que começou a interessar-se por filmes de terror desde os oito anos, quando seu irmão mais velho, Eric, mostrou-lhe Friday the 13th Part 2. Enquanto cursava o ensino médio na Holliston High School, Green criou, junto com o amigo Steve DeWitt, um programa matinal chamado Coffee & Donuts para a estação de rádio da escola. Após formar-se em 1993, mudou-se para Nova Iorque para estudar audiovisual na Universidade Hofstra, graduando-se em 1997 como Bachelor of Science em produção de televisão e cinema.
Após a graduação, o futuro cineasta trabalhou em Boston realizando comerciais para a rede local de televisão a cabo Time Warner Cable, onde conheceu um de seus principais colaboradores, o diretor de fotografia Will Barratt. Secretamente, eles começaram a usar os equipamentos da empresa para gravar curtas-metragens, com a ajuda de amigos como elenco e equipe. O primeiro desses curtas foi intitulado Columbus Day Weekend e consistia numa paródia das franquias Halloween e Friday the 13th. Um colega de Green que tinha acesso a uma agência de talentos em Hollywood viu uma cópia pirata do vídeo e os encorajou a fazer um longa-metragem.

## Carreira

### 1997-2005: Trabalhos iniciais
Entre 1997 e 2000, Green mudou-se para Hollywood e, junto a Barratt e o produtor Cory Neal, fundou uma produtora cinematográfica e televisiva sediada em Los Angeles, a ArieScope Pictures, que se tornou líder na produção original de filmes de gênero independentes. O primeiro longa-metragem da empresa foi uma comédia romântica semibiográfica, Coffee & Donuts, gravada em vídeo, ao custo de 400 dólares, na época em que Green e Barratt trabalhavam na emissora de TV em Boston. Baseado no antigo programa radiofônico escolar de Green, o filme é protagonizado por ele e DeWitt nos papéis de dois amigos que buscam o sucesso com seu programa de rádio numa pequena cidade, enquanto o deprimido Green tenta superar o rompimento com uma namorada de longa data que ele conheceu nos tempos de escola.
Coffee & Donuts foi concluído em meados de 1999. Por volta de 2003, a Touchstone Television, subsidiária da Walt Disney Studios, comprou o filme, transformou-o numa sitcom para a UPN e contratou Green como roteirista do episódio piloto, que seria produzido pelo estúdio de Tom Shadyac. No entanto, o projeto foi cancelado após a extinção da UPN, que fundiu-se à rede WB. Seguiram-se alguns anos nos quais Green sobreviveu de trabalhos aleatórios na indústria do entretenimento, incluindo figuração, assistência de produção, roteirização de pilotos, comédia stand-up e DJing num restaurante em West Hollywood. Assim ele descreveu a experiência: "Os três anos seguintes foram de muita luta e decepção, enquanto eu fazia todos os trabalhos estranhos que conseguia em Hollywood e esperava que algo desse certo com Coffee & Donuts".

### 2006-2011:Hatchete êxito no cinema independente

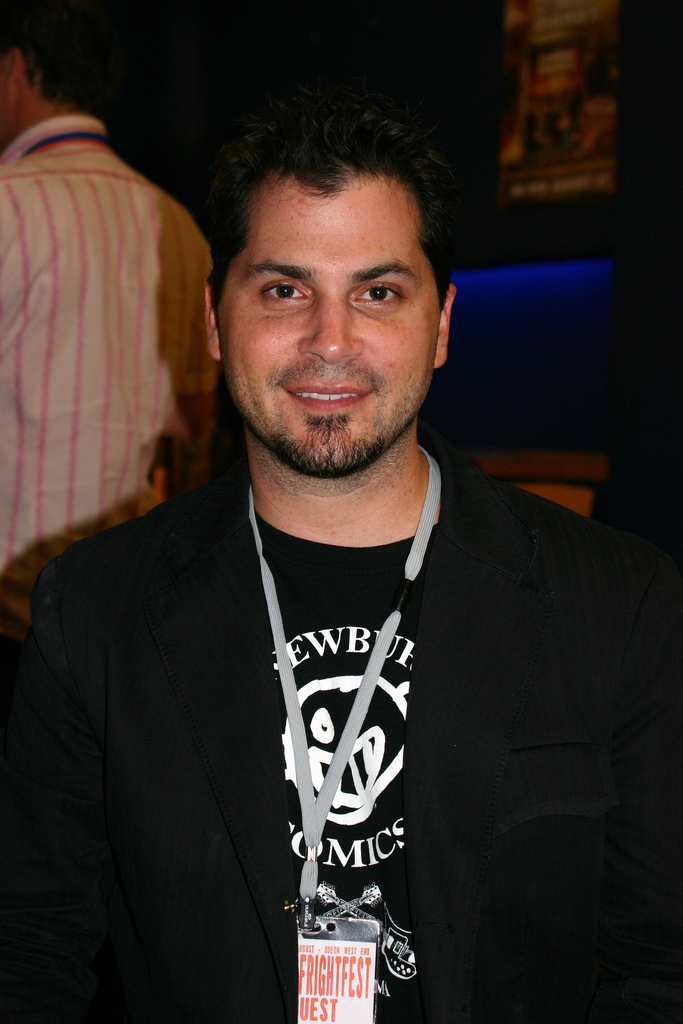
Green em 2007 no FrightFest de Londres, evento onde houve exibição do filme Spiral.

Enquanto lutava pelo sucesso no início da carreira, Green escreveu o roteiro para um novo filme, Hatchet, uma comédia de terror. Ele se inspirou em uma história que ouviu quando criança num acampamento, sobre uma criatura aterrorizante que supostamente morava no local. Diante de vários pedidos de financiamento negados por grandes estúdios, Green conseguiu orçamento razoável para as filmagens depois que um trailer amador, que custou apenas quatro dólares, foi lançado no website do projeto e despertou interesse de fãs do gênero. Hatchet homenageia os slashers americanos de décadas passadas e tem Kane Hodder, Tony Todd e Robert Englund no elenco. Na trama, um grupo de turistas é atacado por Victor Crowley, um fantasma lendário de um pântano na Louisiana. Após exibições em festivais de cinema em 2006, o filme estreou nos cinemas dos Estados Unidos em setembro de 2007, foi bem recebido por alguns críticos e conquistou uma base de fãs mundial.
Seu próximo trabalho como diretor foi o suspense Spiral (2007), codirigido e estrelado por Joel David Moore. O filme, sobre um operador de televendas introvertido que passa a ter um relacionamento tenso com uma nova colega de trabalho, recebeu elogios de parte da crítica e venceu o prêmio Gold Vision no Festival de Cinema de Santa Bárbara em 2008. Durante a turnê de Hatchet nos festivais, Green descobriu Grace, um projeto de terror do cineasta Paul Solet, e decidiu produzir o filme. No enredo, uma mulher dá à luz um bebê natimorto que milagrosamente volta à vida; posteriormente, é revelado que a criança precisa de sangue humano para sobreviver. Com Jordan Ladd no papel principal, Grace teve sua estreia no Festival Sundance de Cinema em janeiro de 2009 e foi lançado nos cinemas e em mídia doméstica no final do mesmo ano.
Depois de recuperar os direitos de Coffee & Donuts em 2009, pertencentes à Touchstone desde 2003, Green tentou vendê-los para outra rede de televisão, mas o projeto da sitcom foi cancelado novamente. O cineasta passou a expressar seu desejo de distribuir o filme original de forma independente, porém alegou que isso dificilmente acontecerá devido a questões como o alto preço de liberar os direitos da trilha sonora. Em 5 de fevereiro de 2010, estreou nos cinemas norte-americanos Frozen, um horror psicológico escrito e dirigido por Green e estrelado por Kevin Zegers, Emma Bell e Shawn Ashmore. O longa, sobre três esquiadores que lutam para sobreviver após ficarem presos num teleférico, recebeu elogios pela premissa inventiva e assustadora, mas críticas ao roteiro e às atuações.
Promovido com grande entusiasmo por Green, Hatchet II estreou em 2010 no festival FrightFest de Londres e é estrelado por Kane Hodder e Danielle Harris. O lançamento nos cinemas dos EUA ganhou manchetes devido à distribuição sem classificação etária na rede AMC, o que levou o filme a ter sua exibição cancelada em poucas horas. O cineasta atribuiu a proibição à controvérsia com a MPAA, enquanto a AMC apontou o desempenho ruim nas bilheterias. A sequência recebeu críticas em maioria mistas ou negativas. Green também trabalhou em Chillerama (2011), um filme coletivo de homenagem ao cinema trash. Ele escreveu e dirigiu o segmento "The Diary of Anne Frankenstein", uma paródia que combina a história de Anne Frank e um monstro de Frankenstein judaico (Hodder) criado por Adolf Hitler (Joel David Moore).

### 2012-presente: Televisão, cinema e outras mídias
No início da década de 2010, Green finalmente emplacou a premissa de Coffee & Donuts na televisão, porém, o conceito original foi completamente alterado, originando uma "sitcom de terror" intitulada Holliston. Na trama, os amigos Adam (Green) e Joe (Joe Lynch) são aspirantes a cineastas de terror que vivem na cidadezinha de Holliston, onde trabalham numa rede de televisão e lidam com suas carreiras incipientes e conflitos com o sexo oposto. O elenco inclui Laura Ortiz, Corri English e os músicos Dee Snider, líder do Twisted Sister, e Dave Brockie, vocalista do Gwar. Misturando comédia, terror e romance, Holliston foi a primeira série original do canal FEARnet, que a exibiu em duas temporadas entre 2012 e 2013. Após a morte de Brockie e a dissolução do FEARnet em 2014, a série entrou em hiato indefinido. Em 2015, a Entertainment Weekly anunciou que uma terceira temporada estrearia no ano seguinte, o que não ocorreu. Em 2020, a série entrou para o catálogo da plataforma Shudder.
Em junho de 2013, Hatchet III teve lançamento limitado nos cinemas dos EUA e foi disponibilizado em VOD. Hodder e Harris retornaram ao elenco principal, que também contou com Zach Galligan, Caroline Williams e Derek Mears. Green escreveu e produziu o filme, mas deixou a direção a cargo do cinegrafista BJ McDonnell. O cineasta anunciou Hatchet III como o encerramento da trilogia Hatchet original e doou parte da arrecadação do filme às vítimas do atentado à Maratona de Boston. Hatchet III recebeu críticas em maioria negativas. Desde 2010, ele vinha trabalhando no projeto Digging Up the Marrow, mocumentário que estreou em 2014 no FrightFest de Londres e em 2015 nos cinemas estadunidenses; Green interpreta a si mesmo saindo em busca de monstros que ele acredita serem reais. As críticas foram mistas.
Escrito e dirigido por Green, o quarto filme da franquia Hatchet, Victor Crowley, foi produzido em segredo entre 2015 e 2016 e revelado como uma surpresa em 2017 durante um evento de comemoração aos dez anos de lançamento da obra original. É estrelado por Hodder no papel de Crowley pela quarta vez, além de nomes conhecidos do gênero como Dave Sheridan e Felissa Rose. Green levou o filme numa turnê de exibição pelos Estados Unidos e em festivais de cinema internacionais, antes do lançamento em vídeo doméstico em fevereiro de 2018. Nessa época, ele também contribuiu para o jogo Friday the 13th: The Game (2017), escrevendo o roteiro das "The Jarvis Tapes", 13 fitas de áudio que detalham a história não contada do personagem Tommy Jarvis, que aparece na quarta, quinta e sexta partes da série Friday the 13th.
A partir de 2013, o cineasta passou a se dedicar a diversos projetos para a internet. Naquele ano, foi lançado o podcast semanal gratuito The Movie Crypt, apresentado por Green e Lynch, com entrevistas e comentários sobre cinema. O programa, que celebrou 10 anos em 2023, foi recomendado pela Entertainment Weekly em 2015 na sua lista de "20 podcasts que você precisa ouvir". Entre 2015 e 2020, ele comandou a websérie Adam Green's Scary Sleepover, em que obtinha confidências de artistas do gênero terror enquanto lhes recebia para "noites do pijama" na ArieScope Pictures. Ele dirigiu outra websérie de formato semelhante, Horrified (2015-2017), na qual artistas de variadas áreas do entretenimento compartilhavam histórias pessoais aterrorizantes. Em 2018, como parte da comemoração dos 20 anos da ArieScope, foi disponibilizado gratuitamente na web o documentário For the Love of Halloween, sobre Green e a tradição da empresa de fazer curtas-metragens para o Dia das Bruxas todos os anos desde 1998. The Killer Pizza, um filme com roteiro escrito por Green a partir de um livro infantil de Greg Taylor, está em desenvolvimento desde 2011.

### Carreira musical
No final dos anos 1990, Green formou a banda de hard rock e metal Haddonfield, que liderou como vocalista. Embora tenha sido uma grande atração regional na área de Boston, a banda foi colocada em segundo plano por vários anos, quando a carreira de Green no cinema decolou e o levou a se mudar para Los Angeles nos anos 2000. Em julho de 2017, foi anunciado que o cineasta havia retornado com as atividades do grupo, o qual havia assinado com a gravadora EMP Label Group de David Ellefson, baixista do Megadeth, que lançaria o álbum de estreia do Haddonfield, Ghost of Salem, em conjunto com o selo próprio de Green, a ArieScope Records.
Ghosts of Salem, um álbum ao vivo, foi disponibilizado digitalmente em todo o mundo em 15 de setembro de 2017, com a versão física em CD e uma edição limitada em vinil chegando às lojas apenas um mês depois, em 13 de outubro. O grupo comemorou o lançamento com uma apresentação no Worcester Palladium em Worcester, Massachusetts, em 14 de outubro de 2017, evento no qual também se apresentaram Ministry, Superjoint Ritual, DevilDriver e Motionless in White. Após a morte do baixista do Haddonfield, Chris Permatteo, em 11 de julho de 2019, foi anunciado que não havia mais planos para a banda se apresentar ou gravar novamente.

## Vida pessoal
Ao longo da vida, Green teve uma grande amizade com o vocalista do Twisted Sister, Dee Snider. Em diversas entrevistas, citou Steven Spielberg como sua maior inspiração "tanto como artista quanto ser humano" e considera E.T. the Extra-Terrestrial seu filme favorito. Costuma demonstrar bastante apreço pelos fãs, sendo uma das únicas celebridades da cena de horror que não cobra por autógrafos nas aparições em convenções. Ele é judeu, o que mencionou como motivo de ter aceitado a direção do curta "The Diary of Anne Frankenstein" da antologia Chillerama, uma produção com potencial controverso por se tratar de uma paródia sobre o Holocausto.
Foi casado com a atriz e modelo Rileah Vanderbilt, a quem conheceu em 2002, enquanto ambos ainda estavam em início de carreira e trabalhavam no Rainbow Bar and Grill, um ponto de encontro de entusiastas do heavy metal em West Hollywood; ele era o DJ e ela, a anfitriã do estabelecimento. Começaram a namorar em 2004, após um teste preliminar de efeitos de maquiagem para o primeiro filme da série Hatchet, ocasião em que Vanderbilt, como um favor para o cineasta, serviu de modelo para o trabalho de maquiagem do vilão Victor Crowley em versão jovem. Green e Vanderbilt casaram-se em 26 de junho de 2010 e divorciaram-se em 2014.

## Discografia
Álbum ao vivo
- Ghosts of Salem (com Haddonfield) (2017)[56]

## Filmografia

### Cinema
| Ano  | Título                                 | Diretor | Roteirista | Produtor | Ator | Papel                  | Notas                           | Ref.          |
| ---- | -------------------------------------- | ------- | ---------- | -------- | ---- | ---------------------- | ------------------------------- | ------------- |
| 1998 | Columbus Day Weekend                   | Sim     | Sim        |          | Sim  | Michael Myers          | Curta-metragem; também editor   | [ 63 ]        |
| 2000 | Coffee & Donuts                        | Sim     | Sim        | Sim      | Sim  | Adam                   | Não lançado; também editor      | [ 64 ]        |
| 2001 | Stagefright                            | Sim     | Sim        | Sim      | Sim  | Homem urinando/Voz     | Curta-metragem                  | [ 63 ]        |
| 2002 | Oh, Sherrie                            | Sim     |            | Sim      |      |                        | Curta-metragem                  | [ 63 ]        |
| 2002 | Steven's Room                          | Sim     | Sim        |          | Sim  | Matt                   | Curta-metragem                  | [ 63 ]        |
| 2003 | The Real World Hollywood               | Sim     | Sim        | Sim      | Sim  | Shlomo                 | Curta-metragem                  | [ 63 ]        |
| 2004 | Midnight                               | Sim     | Sim        |          |      |                        | Curta-metragem                  | [ 63 ]        |
| 2006 | King in the Box                        | Sim     | Sim        |          |      |                        | Curta-metragem                  | [ 63 ]        |
| 2006 | Hatchet                                | Sim     | Sim        |          | Sim  | Amigo                  |                                 | [ 65 ]        |
| 2007 | Spiral                                 | Sim     |            |          |      |                        | Codirigido por Joel David Moore | [ 65 ]        |
| 2007 | The Tiffany Problem                    | Sim     | Sim        |          | Sim  | Gilligan               | Curta-metragem                  | [ 63 ] [ 65 ] |
| 2008 | The Tivo                               | Sim     | Sim        |          |      |                        | Curta-metragem                  | [ 63 ] [ 65 ] |
| 2008 | Fairy Tale Police                      | Sim     | Sim        |          | Sim  | Rudolph                | Curta-metragem                  | [ 63 ] [ 65 ] |
| 2008 | Gingerdead Man 2: Passion of the Crust |         |            |          | Sim  | Morador de rua         | Breve aparição                  | [ 66 ]        |
| 2009 | Saber                                  | Sim     | Sim        | Sim      |      |                        | Curta-metragem; também editor   | [ 63 ] [ 65 ] |
| 2009 | Jack Chop                              | Sim     | Sim        |          | Sim  | Homem de Lynn          | Curta-metragem                  | [ 63 ] [ 65 ] |
| 2009 | Grace                                  |         |            | Sim      | Sim  | Açougueiro             |                                 | [ 65 ] [ 67 ] |
| 2010 | Frozen                                 | Sim     | Sim        |          | Sim  | Homem no teleférico    |                                 | [ 65 ] [ 67 ] |
| 2010 | Hatchet II                             | Sim     | Sim        | Sim      | Sim  | Homem vomitando na rua |                                 | [ 65 ] [ 67 ] |
| 2010 | Just Take One                          | Sim     | Sim        |          | Sim  | Ernie                  | Curta-metragem                  | [ 63 ] [ 65 ] |
| 2011 | Chillerama                             | Sim     | Sim        | Sim      | Sim  | Ele mesmo              | Filme coletivo                  | [ 63 ] [ 65 ] |
| 2011 | Downloading and You                    | Sim     |            |          |      |                        | Curta-metragem                  | [ 63 ] [ 65 ] |
| 2012 | Driving Lessons                        | Sim     | Sim        |          |      |                        | Curta-metragem                  | [ 63 ] [ 65 ] |
| 2012 | Saber 2                                |         |            | Sim      |      |                        | Curta-metragem                  | [ 63 ] [ 65 ] |
| 2013 | Hatchet III                            |         | Sim        | Sim      | Sim  | Prisioneiro bêbado     |                                 | [ 68 ]        |
| 2013 | Halloween Hugs                         | Sim     | Sim        |          | Sim  | Adam                   | Curta-metragem                  | [ 63 ] [ 65 ] |
| 2014 | Saber 3                                |         | Sim        | Sim      |      |                        | Curta-metragem                  | [ 63 ] [ 65 ] |
| 2014 | Digging Up the Marrow                  | Sim     | Sim        | Sim      | Sim  | Ele mesmo              | Também editor                   | [ 63 ] [ 65 ] |
| 2014 | Happy Halloween                        | Sim     | Sim        |          |      |                        | Curta-metragem                  | [ 63 ] [ 65 ] |
| 2014 | Turn Off Your Bloody Phone             | Sim     |            |          | Sim  | Ele mesmo              | Curta-metragem                  | [ 63 ] [ 65 ] |
| 2015 | Tales of Halloween                     |         |            |          | Sim  | Carlo                  | Filme coletivo                  | [ 68 ]        |
| 2015 | Monster Problems                       | Sim     | Sim        |          |      |                        | Curta-metragem                  | [ 63 ] [ 65 ] |
| 2016 | Don't Do It!                           | Sim     | Sim        |          |      |                        | Curta-metragem                  | [ 63 ] [ 65 ] |
| 2017 | Victor Crowley                         | Sim     | Sim        | Sim      | Sim  | Copiloto Craig Borden  | Papel não creditado             | [ 65 ]        |
| 2017 | A Holliston Halloween                  | Sim     | Sim        |          | Sim  | Ele mesmo              | Curta-metragem                  | [ 63 ] [ 65 ] |
| 2018 | The Intervention                       | Sim     | Sim        |          | Sim  | Ele mesmo/Ernie        | Curta-metragem                  | [ 63 ] [ 65 ] |
| 2019 | Pumpkin Dick                           | Sim     | Sim        |          |      |                        | Curta-metragem                  | [ 63 ] [ 65 ] |
| 2020 | Full Size                              | Sim     |            |          | Sim  | Adam                   | Curta-metragem                  | [ 63 ] [ 65 ] |
| 2021 | Ghost Dog                              | Sim     |            |          |      |                        | Curta-metragem                  | [ 63 ] [ 65 ] |
| 2022 | Halloween Costume Cruelty              | Sim     |            |          |      |                        | Curta-metragem                  | [ 63 ] [ 65 ] |

### Televisão
| Ano     | Título            | Diretor | Roteirista | Ator | Papel            | Notas                                 | Ref.   |
| ------- | ----------------- | ------- | ---------- | ---- | ---------------- | ------------------------------------- | ------ |
| 2006    | The Eden Formula  |         |            | Sim  | Maury            | Telefilme                             | [ 65 ] |
| 2007    | It's a Mall World |         | Sim        |      |                  | Minissérie; 13 episódios              | [ 63 ] |
| 2007    | Winter Tales      | Sim     | Sim        | Sim  | Vozes            | Minissérie em claymation; 5 episódios | [ 63 ] |
| 2007    | Cheerleader Camp  | Sim     |            |      |                  | Episódio piloto                       | [ 69 ] |
| 2010    | Look              |         |            | Sim  | Patrono do clube | 1 episódio                            | [ 70 ] |
| 2012-13 | Holliston         | Sim     | Sim        | Sim  | Adam             | Duas temporadas; também produtor      | [ 30 ] |

### Webséries
| Ano     | Título                       | Diretor | Roteirista | Produtor | Editor | Elenco | Papel     | Notas              | Ref.   |
| ------- | ---------------------------- | ------- | ---------- | -------- | ------ | ------ | --------- | ------------------ | ------ |
| 2011    | Sexy Nightmare Slayers       | Sim     |            | Sim      |        |        |           | Episódio piloto    | [ 71 ] |
| 2015    | 20 Seconds to Live           |         |            |          |        | Sim    | Marido    | Episódio: "Ransom" | [ 72 ] |
| 2015-17 | Horrified                    | Sim     | Sim        | Sim      | Sim    | Sim    | Ele mesmo | 44 episódios       | [ 51 ] |
| 2015-20 | Adam Green's Scary Sleepover |         | Sim        | Sim      | Sim    | Sim    | Ele mesmo | 33 episódios       | [ 50 ] |
| 2020    | Heart Baby Eggplant          | Sim     |            |          |        | Sim    | Voz       | 7 episódios        | [ 73 ] |

### Documentários
| Ano     | Título                                                  | Notas                         | Ref.   |
| ------- | ------------------------------------------------------- | ----------------------------- | ------ |
| 2008-10 | The Road to FrightFest                                  | Coleção de curtas; elenco     | [ 63 ] |
| 2009    | His Name Was Jason: 30 Years of Friday the 13th         | Comentários                   | [ 68 ] |
| 2010    | The Splat Pack                                          | Elenco                        | [ 68 ] |
| 2010    | The Psycho Legacy                                       | Diretamente em vídeo; elenco  | [ 74 ] |
| 2011    | Movies with More Brains                                 | Especial de televisão; elenco | [ 75 ] |
| 2012    | The Road to Holliston                                   | Curtas promocionais; elenco   | [ 63 ] |
| 2012    | Slice and Dice: The Slasher Film Forever                | Elenco                        | [ 76 ] |
| 2017    | To Hell and Back: The Kane Hodder Story                 | Elenco                        | [ 68 ] |
| 2018    | Survival of the Film Freaks                             | Elenco                        | [ 65 ] |
| 2018    | Wolfman's Got Nards                                     | Elenco                        | [ 77 ] |
| 2018    | B-Documentary Part Two                                  | Elenco                        | [ 78 ] |
| 2018    | FrightFest: Beneath the Dark Heart of Cinema            | Elenco                        | [ 79 ] |
| 2018    | Steven Tyler: Out on a Limb                             | Elenco                        | [ 80 ] |
| 2018    | For the Love of Halloween                               | Criação e elenco              | [ 52 ] |
| 2021    | This Is GWAR                                            | Elenco                        | [ 81 ] |
| 2023    | Hollywood Dreams & Nightmares: The Robert Englund Story | Elenco                        | [ 65 ] |

### Outros créditos
| Ano     | Título                    | Função         | Notas           | Ref.   |
| ------- | ------------------------- | -------------- | --------------- | ------ |
| 2013-p. | The Movie Crypt           | Coapresentador | Podcast         | [ 48 ] |
| 2017    | Friday the 13th: The Game | Roteirista     | Jogo eletrônico | [ 47 ] |

## Prêmios e indicações
| Ano  | Premiação                                         | Obra                  | Categoria                    | Resultado | Ref.   |
| ---- | ------------------------------------------------- | --------------------- | ---------------------------- | --------- | ------ |
| 2000 | Twin Rivers Media Festival                        | Coffee & Donuts       | Melhor filme                 | Venceu    | [ 82 ] |
| 2006 | Austin Fantastic Fest                             | Hatchet               | Prêmio da audiência          | Venceu    | [ 83 ] |
| 2007 | Prêmios Fright Meter                              | Hatchet               | Melhor filme de terror       | Indicado  | [ 84 ] |
| 2007 | Fantasia Film Festival                            | Hatchet               | Melhor filme norte-americano | Venceu    | [ 85 ] |
| 2007 | Austin Fantastic Fest                             | Spiral                | Prêmio AMD Next Wave         | Venceu    | [ 86 ] |
| 2007 | Festival Internacional de Cinema de Santa Bárbara | Spiral                | Prêmio Gold Vision           | Venceu    | [ 18 ] |
| 2009 | Festival de Cinema de Gérardmer                   | Grace                 | Prêmio do júri               | Venceu    | [ 87 ] |
| 2009 | Festival de Cinema de Sitges                      | Grace                 | Melhor filme                 | Indicado  | [ 88 ] |
| 2009 | Toronto After Dark Film Festival                  | Grace                 | Melhor filme independente    | Venceu    | [ 89 ] |
| 2009 | The Official Star Wars Fan Film Awards            | Saber                 | Melhor ação                  | Venceu    | [ 90 ] |
| 2009 | The Official Star Wars Fan Film Awards            | Saber                 | Escolha da audiência         | Venceu    | [ 90 ] |
| 2010 | Prêmio Saturno                                    | Frozen                | Melhor filme de terror       | Indicado  | [ 91 ] |
| 2010 | Prêmios Fright Meter                              | Frozen                | Melhor diretor               | Venceu    | [ 92 ] |
| 2010 | Prêmios Fright Meter                              | Frozen                | Melhor roteiro               | Indicado  | [ 92 ] |
| 2010 | Prêmios Fright Meter                              | Frozen                | Melhor filme de terror       | Indicado  | [ 92 ] |
| 2010 | Prêmios Fright Meter                              | Hatchet II            | Melhor diretor               | Indicado  | [ 92 ] |
| 2010 | Prêmios Fright Meter                              | Hatchet II            | Melhor filme de terror       | Indicado  | [ 92 ] |
| 2011 | Scream Awards                                     | Hatchet II            | Melhor filme independente    | Indicado  | [ 93 ] |
| 2012 | Prêmios Rondo Hatton Classic Horror               | Chillerama            | Melhor filme independente    | Venceu    | [ 94 ] |
| 2014 | Prêmios BloodGuts UK Horror                       | Digging Up the Marrow | Melhor roteiro               | Indicado  | [ 95 ] |
| 2017 | Prêmios Toronto After Dark Film Festival          | Victor Crowley        | Melhores efeitos práticos    | Venceu    | [ 96 ] |
| 2017 | Prêmios Toronto After Dark Film Festival          | Victor Crowley        | Melhor cena de morte         | Venceu    | [ 96 ] |
| 2017 | Prêmios Toronto After Dark Film Festival          | Victor Crowley        | Melhor gore                  | Venceu    | [ 96 ] |
| 2017 | Prêmios Toronto After Dark Film Festival          | Victor Crowley        | Melhor monstro/criatura      | Venceu    | [ 96 ] |